# Castelo dos Moinhos

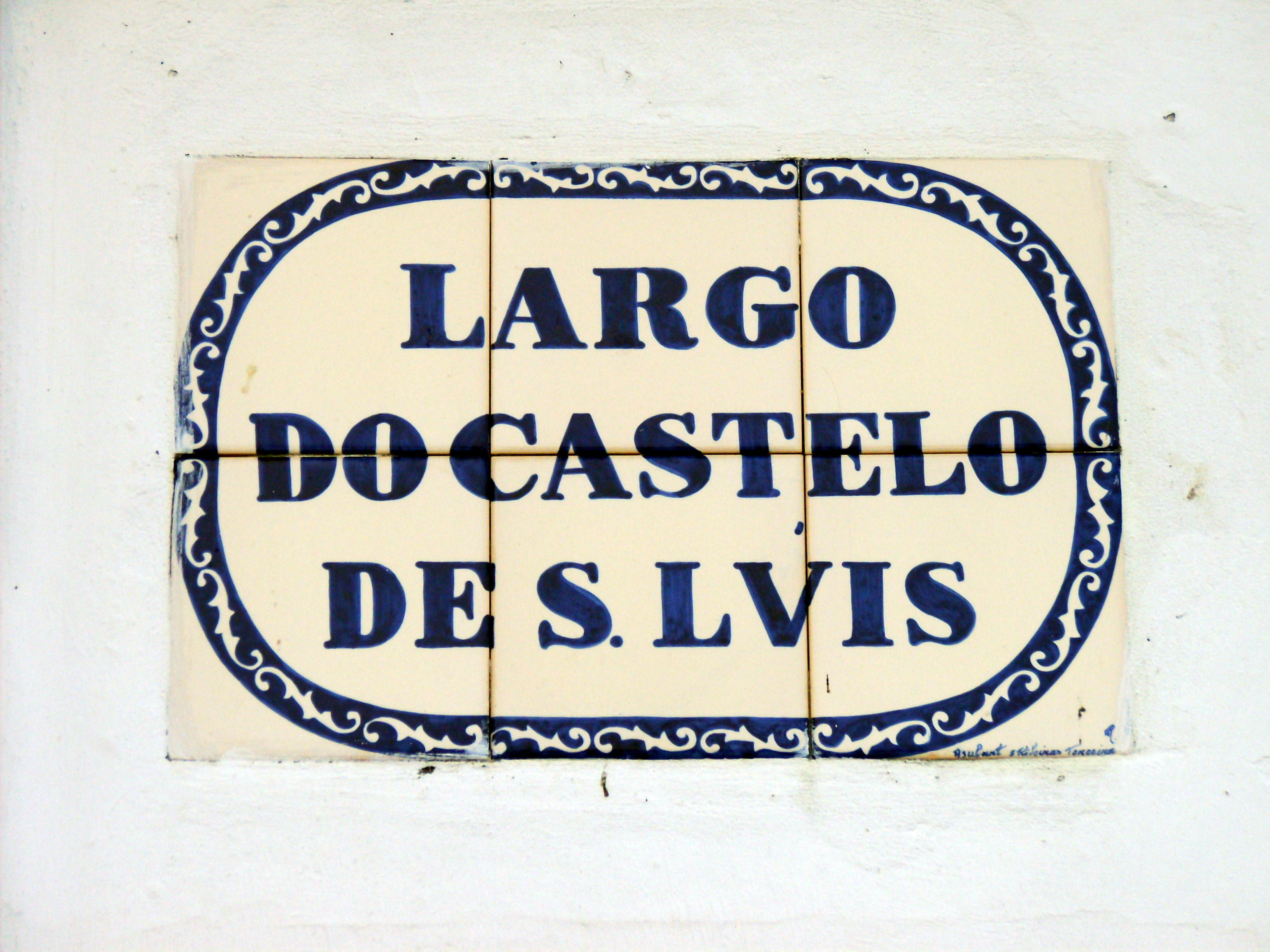
Azulejo-Fliesen an der Treppe, die zum Alto da Memória führt, erinnern an den Standort der ursprünglichen Burg

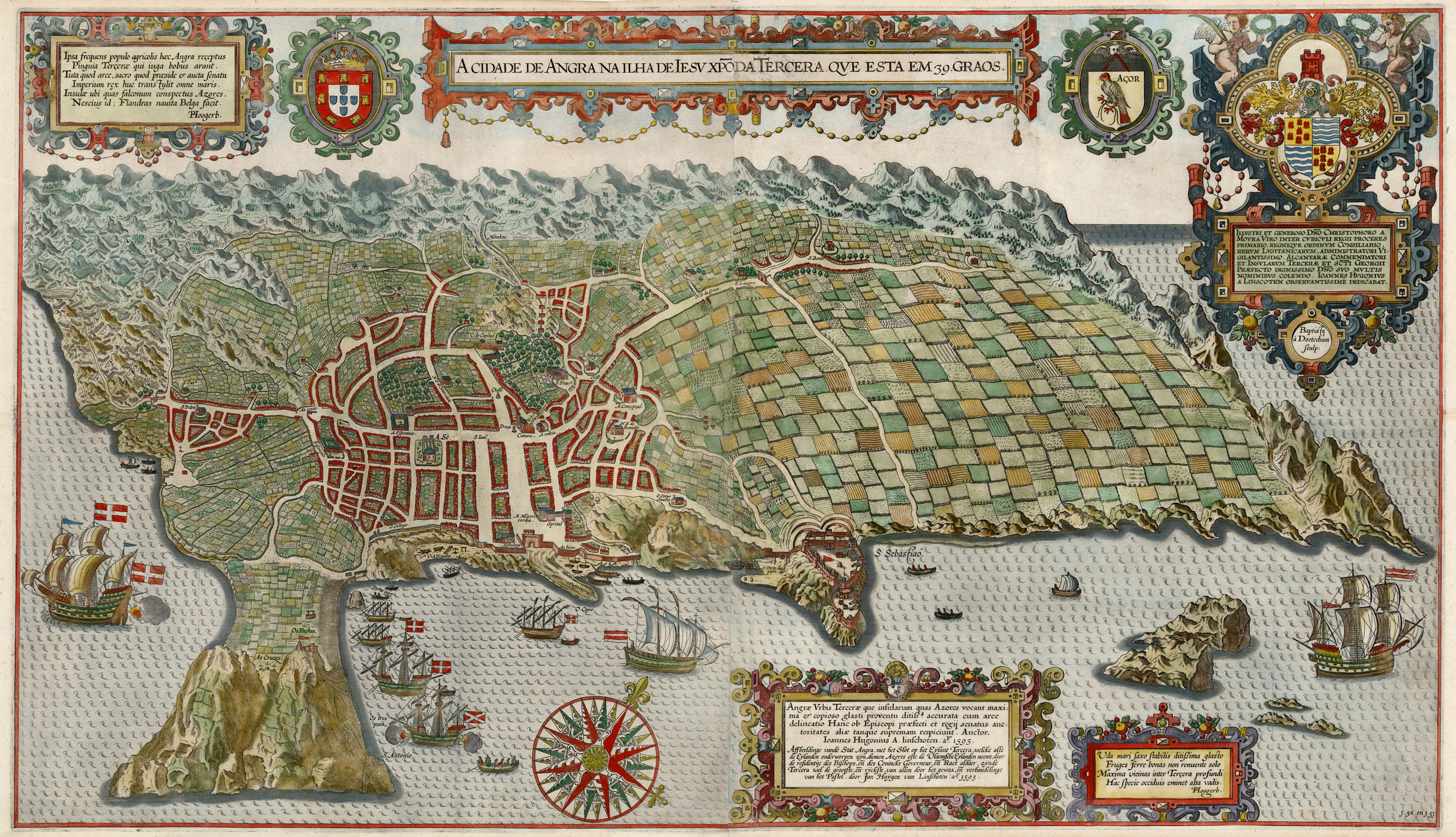
Stadtansicht von Agra aus dem Jahre 1595

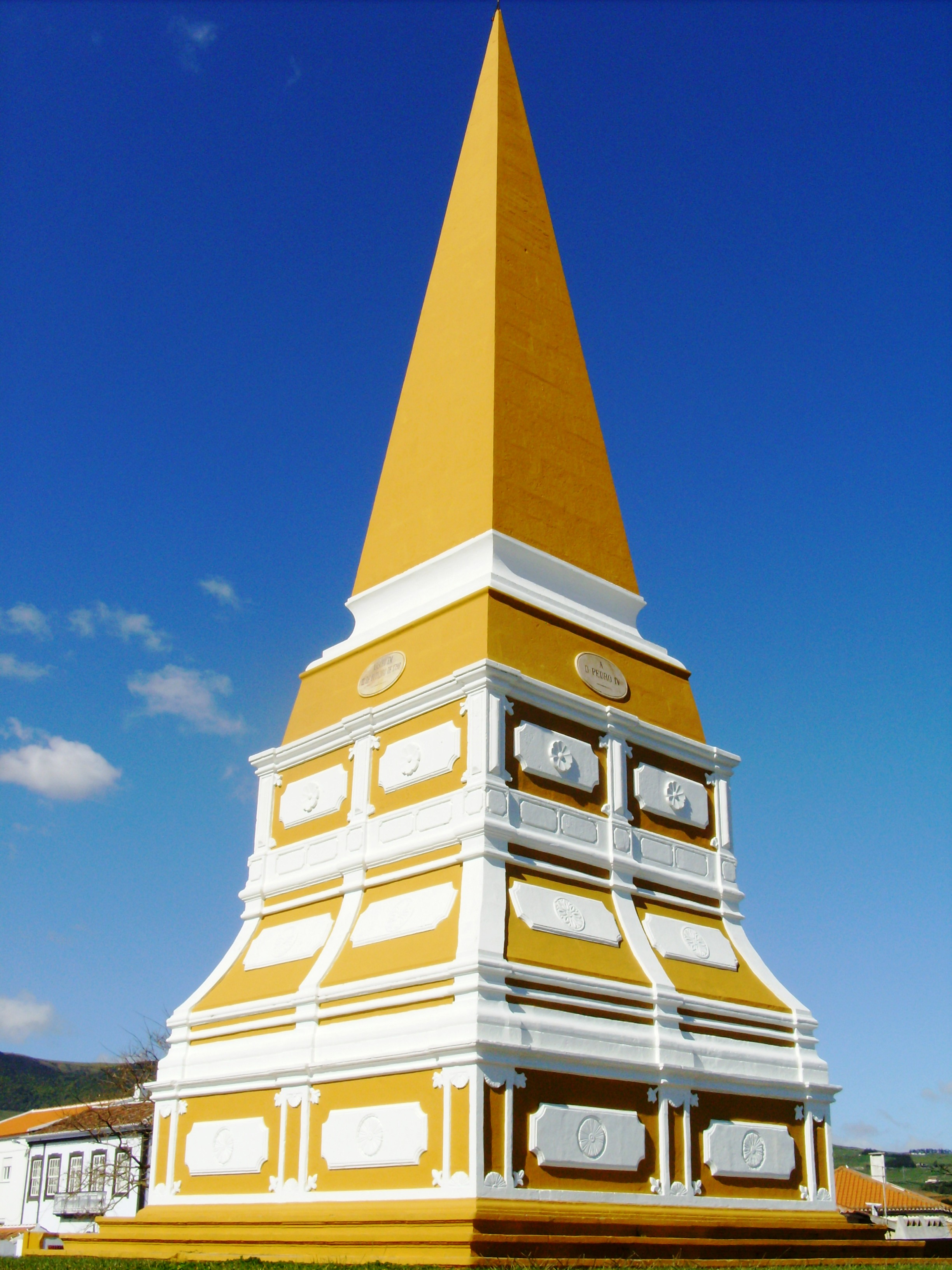
Der Obelisk, der in Gedanken an den Besuch von Pedro IV. mit Steinen der Burganlage errichtet wurde

Castelo dos Moinhos (deutsch: Burg der Mühlen), auch  Castelo de São Cristóvão, Forte de São Luís, Castelo de São Luís genannt, ist die Bezeichnung einer im 15. und 16. Jahrhundert entstandenen Verteidigungsanlage der seit 1983 zum Weltkulturerbe gehörenden Stadt Angra do Heroísmo auf der Azoreninsel  Terceira. Die Bezeichnung „Burg der Mühlen“ leitet sich von den Mühlen ab, die auf den Hängen des Burghügel errichtet wurden.
Von der ursprünglichen Burganlage sind heute nur noch brusthohe Verteidigungswälle verblieben. Die Steine der zu einer Ruine verfallenen ursprünglichen Burganlage wurden zwischen 1845 und 1856 für den Bau des Denkmals Alto da Memória verwendet, das daran erinnern sollte, dass während des Miguelistenkrieges Ex-König Pedro IV. in Angra erstmals wieder portugiesischen Boden betrat.
Heute liegt die Anlage im östlichen Teil der Gemeinde Sé, der Burghügel markiert den Übergang zur Gemeinde  Nossa Senhora da Conceição. Zugänglich sind die Ruinenreste sowie das Denkmal Alto da Memoria über die Gärten des Herzog von Terceira oder direkt über die Rua do Pisão.

## Geschichte
Entdeckt wurde Terceira, eine der Insel der Zentralgruppe der Azoren, im 15. Jahrhundert durch portugiesische Seefahrer. Álvaro Martins Homem, einer dieser Seefahrer, gründete auf Terceira die Stadt Angra und baute zwischen 1460 und 1470 den Vorgängerbau der heutigen Ruine. Die Anlage war von bescheidener Größe und lag weiter im Landesinneren, von ihr war jedoch das Tal, der Fluss und der Hafen von Angra zu überschauen. Der Entwurf war typisch für eine spätmittelalterliche Burganlage. Durch die Erdarbeiten im Rahmen des Baus entstand eine künstliche Schlucht, die Álvaro Martins bereits 1461 so ausbauen ließ, dass sich mit dem hier aufgestauten Wasser mehrere Mühlenräder betreiben ließen. Schriften von Priestern, die im 16. und 17. Jahrhundert auf der Insel tätig waren, erwähnen noch die Existenz mehrere Mühlen, die zu dem Namen „Burg der Mühlen“ führten.
Álvaro Martins Hamem wurde als Dank für seine Leistungen 1474 vom portugiesischen König ein Kapitanat verliehen, allerdings das Kapitanat von Praia. Das Kapitant von Angra erhielt João Vaz Corte-Real. Er war damit Lehnsherr und Gouverneur von Terceira. Corte-Real unterließ einen weiteren Ausbau der Verteidigungsanlage. Erst als es zu einem Angriff kastilischer Seefahrer auf die Insel kam, beauftragte Infanta Beatrice, die das Capitanat für ihren Sohn und Kapitanat-Nachfolger Dom Diogo die Insel verwaltete, Anes Rebelo mit dem Ausbau einer Burganlage, die um das Jahr 1493 fertig wurde und den offiziellen Namen Castelo de São Luís erhielt.
Ab 1495 war die Burg Sitz des Alcalde (Alcaidaria-mor) der Stadt. Dies könnte erklären, warum die Burg gegen Ende des 16. Jahrhunderts als Castelo de São Cristóvão bezeichnet wurde, da ein Cristóvão de Moura der Kapitanat der Insel war, als das Amt des Alcalde dem Kapitanat zufiel.
Im 16. Jahrhundert verlor die Burg ihre Funktion als Verteidigungsanlage der Stadt. Der italienische Festungsbauer Thomas Benedetto begann ab 1567 im Auftrag der portugiesischen Könige Verteidigungsanlagen für die Azoren-Inseln zu konzipieren, die vor allem auf den Schutz der Häfen und Ankerplätze ausgerichtet war. Dieses Konzept wurde auch von dem Benedetto-Nachfolger Ciprião de Figueiredo e Vasconcelos verfolgt. Die alte Burganlage verlor damit jegliche strategische Bedeutung. Der Pater António Cordeiro (1641–1722) bezeichnete in seiner História Insulana die Burg nur noch als Ruine, von der nur noch die Mauern stünden. 1839 wurde das Land, auf der diese Ruine stand, der Stadt Angra übereignet mit dem Auftrag, hier eine Promenade zu errichten. 1844 begann man entsprechend mit der Errichtung des Denkmals, das an den Besuch des portugiesischen Ex-Königs Pedro IV. auf dieser Insel erinnern sollte. Bei dem Bau dieses Denkmals wurde ein großer Teil der verbleibenden Mauern der Burg verbaut.

## Einzelbelege
1. ↑  Webpage der Azoren (Memento des Originals vom 16. Juli 2021 im Internet Archive)  Info: Der Archivlink wurde automatisch eingesetzt und noch nicht geprüft. Bitte prüfe Original- und Archivlink gemäß Anleitung und entferne dann diesen Hinweis., aufgerufen am 6. Oktober 2016
2. ↑  Primärquellen zu den Seefahrten der Familie Corte Real (Memento vom 20. August 2014 im Internet Archive) (englisch)

Koordinaten: 38° 39′ 33,2″ N, 27° 13′ 10,4″ W